# وردانية (نبات)
الوردانية (الاسم العلمي:Rosopsida) هو اسم علمي نباتي لطائفة من النباتات المزهرة. وبحكم التعريف فإن هذه الطائفة تضم حكماً الفصيلة الوردية. وحسب نظام ريفيل لتصنيف النباتات تكون الوردانية مجموعة فرعية من ثنائيات الفلقة، وهي مجموعة شبه عرقية معترف بها في مرتبات تصنيفية مختلفة في أنظمة أخرى، وتشمل:

## التصنيف
- تحت طائفة القرنفلانيات
- تحت طائفة المشتركانيات
- تحت طائفة الديلنانيات
- تحت طائفة الوردانيات
- تحت طائفة القرانيانيات
- تحت طائفة اللاميونانيات
- تحت طائفة النجميانيات